# Ataman Kodr
Ataman Kodr (Originaltitel: Атаман кодр, Ataman kodr) ist ein sowjetischer Spielfilm unter der Regie von Michail Kalik, Boris Ryzarew und Olga Ulizkaja aus dem Jahr 1959.

## Handlung
In einem bessarabischen Dorf im Jahr 1833 verabredet sich die Magd Justinija für den Abend mit dem Pferdeknecht Todor Tobultok. Als sie nicht, wie verabredet erscheint, sucht er seine Geliebte und kann sie nur noch im letzten Moment aus der Umklammerung ihres Gutsherrn Grigori Lelikowski befreien. Durch die herbeigerufenen Bediensteten wird er überwältigt und festgenommen, um am nächsten Tag ausgepeitscht zu werden. Mitten in dieser Strafaktion trifft der Offizier Vasilij Bogdeskul mit seiner Kompanie in dem Dorf ein, unterbricht die widerrechtliche Bestrafung und gibt dem Knecht die Möglichkeit zur Flucht. Doch der will sich an dem Gutsherrn rächen und überfällt ihn nachts in seinem Haus. Bei dem Gerangel wird der Diener Arnaut von Lelikowski erschossen, Todor Tobultok wieder von mehreren Männern gefesselt und wegen der Tötung an Arnaud verurteilt. Während der Verlegung Todors mit anderen Gefangenen gelingt es der Gruppe, die Wachmannschaft zu überrumpeln und sich zu befreien.
Vasilij Bogdeskul freundet sich mit einer Gräfin an und verliebt sich in deren Nichte Natascha. Jedoch macht die Gräfin ihm klar, dass er ihre Nichte nie heiraten kann, da seine Sympathien mit den Dekabristen und die Freundschaft mit einigen von ihnen, seine Karriere erheblich erschweren. Sie wird ihn aber weiterhin in ihrem Haus herzlich willkommen heißen. So nimmt er auch an dem Ball teil, an dem die Gräfin vor den versammelten Gästen die bevorstehende Heirat Nataschas mit dem Oberleutnant Mizul bekanntgibt. Nur hat sie nicht damit gerechnet, dass Natascha diese Verbindung offen ablehnt und sie Vasilij heiraten wird. Nach diesem Eklat können die beiden nur noch das Haus verlassen und mit der Kutsche das Weite suchen. Unterwegs werden sie von einer Gruppe Heiducken überfallen, die dachten, dass es sich um den verhassten Bojaren Kostake Myrsa handelt. Doch Todor erkennt in dem Mann auf der Kutsche Vasilij Bogdeskul, den Offizier, der ihn von der Prügelstrafe erlöste, weshalb er ihm freies Geleit lässt.
Ursprünglich bestand die Gruppe aus den geflohenen Gefangenen, die im Wald lebten und sich durch kleinere Überfälle ihr Leben finanzierten. Todor gibt diesen Leuten ein neues Ziel, in dem er sie überzeugt, in Zukunft wie Heiducken für ein besseres Leben zu kämpfen und sich an den Bojaren für die erlittenen Kränkungen zu rächen. Doch nicht alle halten sich daran, denn Alexa raubt einen Bauern aus, der sein Leben lang Geld für die Mitgift seiner Enkelin gespart hat und es ihr nun bringen will. Todor, der inzwischen zum Ataman gewählt wurde, beobachtet die Szene, sorgt dafür, dass der Alte sein Geld wiederbekommt und schickt Alexa fort. Jedoch schleicht sich dieser wieder in das Vertrauen Todors ein, da er die von Grigori Lelikowskis Gut geflohene Justinija zu ihm bringt. Das Wiedersehen der beiden sich Liebenden wird mit einer großen Hochzeit im Lager der Heiducken gefeiert. Nur Alexa ist traurig, da er ebenfalls in Justinija verliebt ist.
Die Maßnahmen gegen die Unterdrücker des einfachen Volkes werden immer erfolgreicher. Der Bojar Myrsa hat nach einer Warnung solch eine Angst, dass er die Unterstützung der Gendarmerie anforderte, da er hörte, wie es dem Gutsherrn Lelikowski ergangen ist. Diese Einheit wird auf dem Weg zu ihm aufgerieben, und die Heiducken können ungehindert zu ihm. Hier zwingen sie ihn, ein Schreiben aufzusetzen, in dem er der armen Bevölkerung alle Schulden erlässt, anschließend verteilen sie das bei ihm gefundene Geld unter den armen Leuten.
Alexa hadert aber immer noch mit dem Ataman Todor und meldet sich bei dem Oberleutnant Mizul, um ihm die Unterstützung bei der Festnahme Todors zuzusagen. Ihm geht es nicht um Geld, sondern um die Liebe zu Justinija. Bei seiner Rückkehr in das Lager, lockt er die Heiducken mit einer Meldung über eine Auspeitschung eines Kameraden auf dem Jahrmarkt in die Stadt. Hier hält sich auch Mizul mit seinen Polizisten auf, um die Gruppe auszuschalten. Die Heiducken müssen fliehen, da die Gegner in der Überzahl sind, jedoch wird der Todor verhaftet. Justinija besucht daraufhin Stabskapitän Vasilij Bogdeskul mit seiner Frau und bittet ihn, etwas für die Freilassung Todors zu tun, was dieser auch erfolgreich in die Wege leitet. Dafür wird er von den eigenen Leuten verhaftet und Natascha versichert ihrem Mann bei der Verabschiedung ewige Treue.
Alexa versucht in einem Gespräch, Justinija für sich zu gewinnen, was diese aber ablehnt. Vor lauter Verärgerung meldet er dafür der Gendarmerie, wo sich die Heiducken befinden. Es kommt zum offenen Kampf und die Heiducken werden mit einem großen militärischen Aufgebot aufgerieben, ihre Zahl wird immer geringer. An einem Fluss bleiben nur noch Todor und seine Frau übrig, die sich, hinter einem Baum stehend, verteidigen. Während Todor schießt, lädt Justinija die Waffen nach, bis sie von einer Kugel tödlich getroffen wird. Todor nimmt sie in seine Arme und trägt sie zum Fluss, bis er selbst verwundet wird, er schafft nur noch wenige Meter, bis beide in den Fluten versinken.

## Produktion und Veröffentlichung
Dieser Farbfilm hatte am 21. März 1959 in Kischinjow, der Hauptstadt der Moldauischen Sozialistische Sowjetrepublik seine Uraufführung. Die Premiere für die übrige Sowjetunion erfolgte am 8. Oktober 1959 in Moskau. In der UdSSR hatte der Film etwa 22,4 Millionen Besucher.
Im Januar 2019 wurde der Film im Berliner Kino Arsenal unter dem Titel Ataman Kodr in der Originalfassung mit deutschen Untertiteln vorgeführt. Sonstige bisherige Aufführungen in Deutschland sind nicht nachzuweisen.